# Woblitz
La Woblitz est une rivière du Brandebourg en Allemagne. C'est un affluent gauche de la Havel. Elle prend sa source dans la région des lacs de Feldberg et traverse plusieurs lacs, dont le grand lac de Lychen, à l'ouest de la petite ville de Lychen, puis se jette dans le lac de Stolp (de) qui rejoint la Havel.